# La Mesa (huyện)
Huyện La Mesa là một huyện (distrito) thuộc tỉnh Veraguas ở Panama. Theo điều tra dân số năm 2000, huyện này có dân số 11746 người. Huyện La Mesa có diện tích 516  km². Huyện lỵ đóng tại La Mesa.